# Sasakiopus
Sasakiopus  is een inktvissengeslacht uit de familie van de Enteroctopodidae. De wetenschappelijke naam van het geslacht  werd voor het eerst geldig gepubliceerd in 2010 door Jorgensen, Strugnell en Allcock.

## Soorten
- Sasakiopus salebrosus (Sasaki, 1920)